# 图菲门

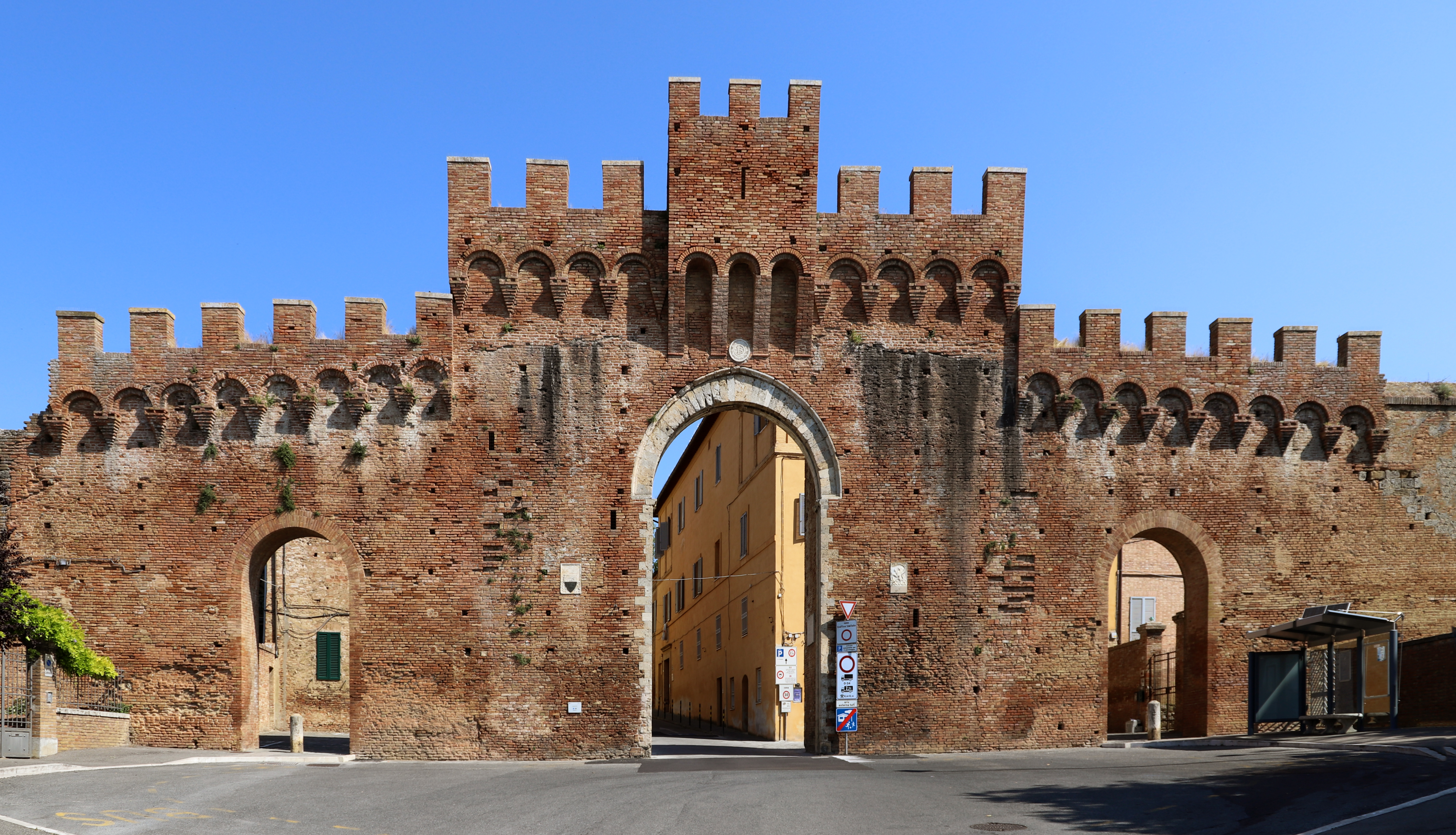
图菲门

图菲门（Porta Tufi）是意大利托斯卡纳大区锡耶纳 中世纪城墙现存的一座砖砌城门，位于皮埃尔·安德里亚·马蒂奥利街。它矗立在圣奥斯定堂附近的一个半岛上，通向一条通往城市南部的道路。
图菲门建于 1325 年至 1326 年，由阿涅洛·迪·文图拉设计。  有三个圆形拱门，中央的石灰华大理石拱门较大。两侧的警卫室有锯齿状的屋顶。外部中央拱门上方是罗马天主教标志IHS 的圆形大理石浮雕。内墙上有圣母像。在附近建筑物的拐角处，牌匾宣布进入龟区。1552 年 7 月， 恩尼亚·皮可洛米尼带着一支小军队进入此门，帮助锡耶纳人反抗西班牙-佛罗伦萨统治，在几年后的马尔恰诺战役中结束。 